# Phytophthora infestans
Phytophthora infestans (Kraut- und Knollenfäule, Kartoffelmehltau) ist eine Art der Eipilze. Dieses Pathogen befällt eine Reihe von Nachtschattengewächsen und vereinzelte Vertreter aus den Familien der Korbblütler, Windengewächse und Wunderblumengewächse. Wirtschaftlich bedeutende Wirtsarten von Phytophthora infestans sind Kartoffeln, Tomaten und Petunien; ein Befall von Auberginen und Paprika ist sehr selten.
Der Parasit gelangte im Winter 1843/44 aus Nordamerika, wo er 1843 erstmals aufgetreten war, mit infizierten Kartoffeln nach Flandern. Hier blieb er 1845 zunächst unbemerkt.
Der Befall von Kartoffeln verursachte 1845 bis 1849 eine Hungersnot in Irland und auch andernorts in Europa, zum Beispiel in Luxemburg.

## Etymologie
Der Gattungsname Phytophthora stammt von altgriechisch φυτόν phytón, deutsch ‚Gewächs, Pflanze‘ und φθορά phthorá, deutsch ‚Verderben, Untergang, Seuche‘. Der Artname infestans ist das Partizip Präsens des lateinischen Verbs infestare, was so viel bedeutet wie „angreifen, zerstören“. Der Name Phytophthora infestans wurde 1876 von dem deutschen Mykologen Heinrich Anton de Bary (1831–1888) geprägt.

## Symptome und Biologie
Die durch das Pathogen verursachte Krankheit heißt bei der Tomate Kraut- und Braunfäule, bei der Kartoffel Kraut- und Knollenfäule. Der Befall von Kartoffeln, insbesondere in feuchten Sommern, zum Teil auch im Frühling, wenn der Erreger optimale Bedingungen für die Vermehrung vorfindet, führt zu Ertragsausfällen, die regelmäßig 20 % des durchschnittlichen Ertrages übersteigen können. Bei Freilandtomaten kann die von Phytophthora infestans hervorgerufene Krankheit bis zum Totalausfall der Ernte führen.
Erste Symptome der Krankheit sind an Blättern und Stängeln sichtbar: Von den Blatträndern her treten dunkelbraune Flecken auf. Sie vergrößern sich rasch bei feuchtem Wetter oder starker Taubildung und bilden auf der Unterseite der Blätter einen weißen Pilzrasen, der an Schimmel erinnert. An den Enden der Pilzfäden entstehen Sporenbehälter (Sporangien). Die Sporen werden bei Nässe freigesetzt und dringen mithilfe eines Keimschlauchs aktiv in das pflanzliche Gewebe ein. Bei Temperaturen über 10 °C keimen die Sporangien auch direkt aus. Der Pilz gelangt über Wunden, natürliche interzellulare Öffnungen (Lentizellen) und Keimanlagen schon während der Vegetationszeit oder bei der Ernte in die Knollen. Befallene Knollen weisen graublau verfärbte Flecken und braunes Knollenfleisch – ohne scharfe Abgrenzung zum gesunden Gewebe – auf. Sie sind ungenießbar.
Der Pilz überwintert in den Knollen. Schon eine einzige infizierte Knolle kann ausreichen, um eine Epidemie in einem Kartoffelbestand auszulösen.
Das Genom von Phytophthora infestans wurde 2009 vollständig sequenziert.

## Entwicklungszyklus
Die diploide Oospore keimt zunächst mit einem Sporangium aus, welches die begeißelten Planosporen bildet. Diese Sporen dringen über Spaltöffnungen in die Wirtspflanze ein und bilden dort ein Mycel, aus dem wieder Sporangienträger entstehen. Das geschieht allerdings nur bei passenden, feuchten Wetterbedingungen. Die Sporangienträger, die aus den Stomata ragen, setzen erneut Sporangien frei.
Bei der geschlechtlichen Vermehrung dieser heterothallischen Art kommt es zur Oogametangiogamie: Das Oogonium durchwächst das Antheridium des anderen Kreuzungstyps. Danach kommt es in den Zellen, welche noch nicht verschmolzen sind, zur Meiose. Drei der so entstandenen vier Zellen degenerieren und nun verschmelzen die Kompartimente der Gametangien und deren Kerne. Auf diese Weise entsteht die Oospore.

## Bekämpfung

### Kraut- und Knollenfäule bei Kartoffeln

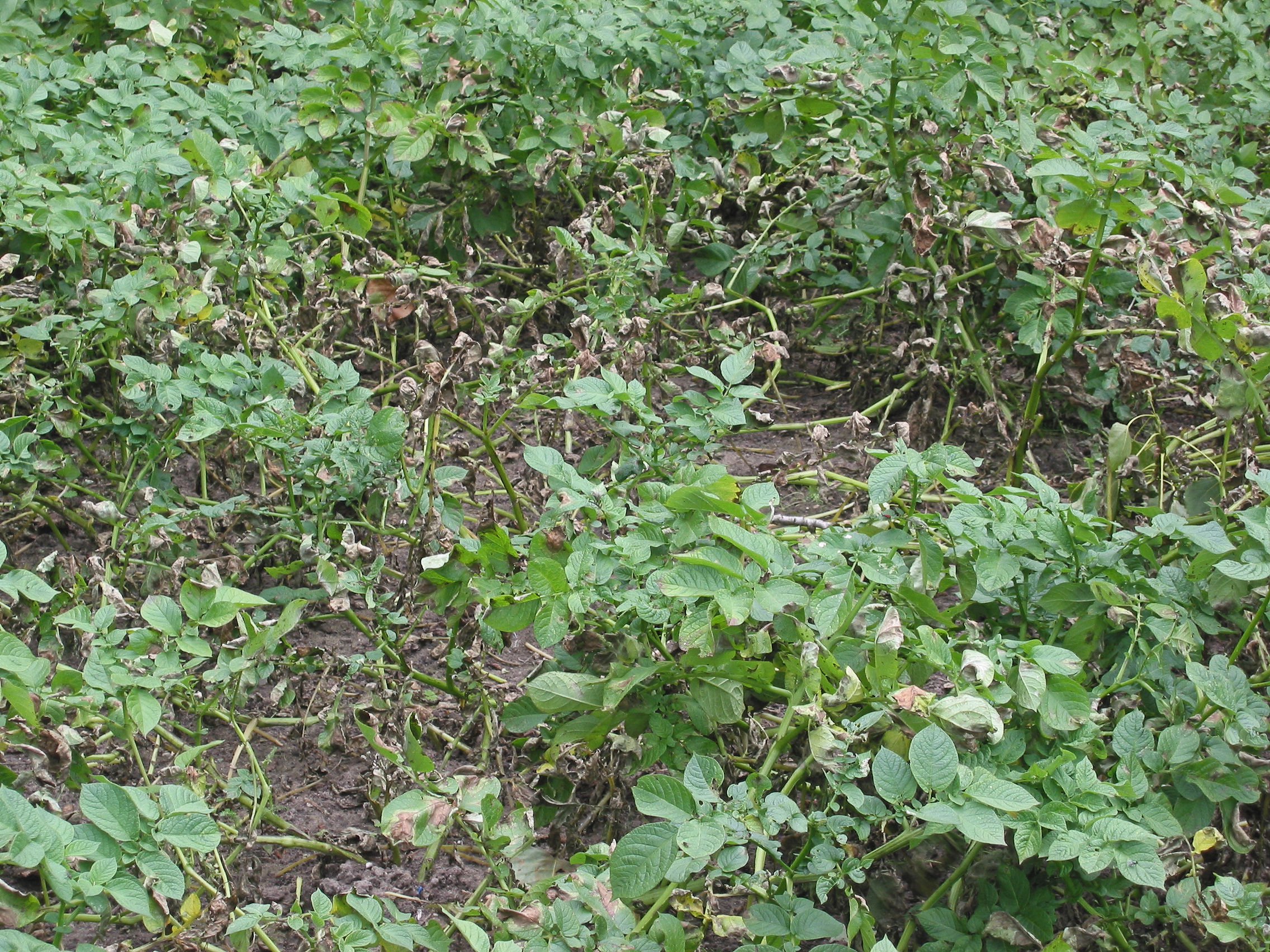
Befallene Kartoffelpflanzen

Die Krautfäule der Kartoffel kann mit verschiedenen Fungiziden bekämpft werden. Dazu stehen Mittel mit systemischer, teilsystemischer, translaminarer und kontaktaktiver Wirkungsweise zur Verfügung. Sie müssen bis zur Ernte mehrfach ausgebracht werden. Meist werden im Hauptwachstum des Krauts zuerst systemische, dann später in der Kultur teilsystemische und zum Schluss kontaktaktive Mittel ausgebracht. Für die Vorhersage der optimalen Bekämpfungstermine gibt es Prognosemodelle (wie: SIMPHYT, PhytophthoraModell Weihenstephan, ProPlant expert, PrognoOnline Kartoffel, PhytoPre). Bei der Behandlung muss beachtet werden, dass bei Phytophthora Resistenzen gegenüber Wirkstoffen der Wirkstoffgruppen Phenylamide (wie: Benalaxyl, Metalaxyl–M, Ofurac, Oxadixyl) und Carbamate (Propamocarb) sowie dem Wirkstoff Dimethomorph auftreten. Generell ist früher oder später mit Resistenzen zu rechnen, wenn stets der gleiche Wirkstoff eingesetzt wird. Zur Vorbeugung gegen eine Resistenzbildung empfiehlt sich ein Wirkstoffwechsel zwischen den Behandlungen und Wirkstoffgruppen oder die gleichzeitige Ausbringung unterschiedlich wirkender Wirkstoffe (systemisch/teilsystemisch gemischt mit kontaktaktiv). Um den Übertritt des Erregers vom befallenen Kartoffelkraut in die Knollen zu verhindern, tötet man das Kraut etwa drei Wochen vor der Ernte mit Ätzherbiziden oder durch Abschlegeln ab. Neben den chemischen Bekämpfungsstrategien kann der Ertragsverlust auch durch die Wahl resistenter Sorten und das Vorkeimen der Pflanzkartoffeln reduziert werden. Bei der Sortenwahl ist zu beachten, dass sich bei Kartoffeln die Blattresistenz von der Knollenresistenz unterscheidet. Zu den resistenten Sorten gehört die südamerikanische Art Solanum bulbocastanum, die vom BASF-Konzern als Basis für die gentechnisch veränderte Sorte Fortuna genutzt wurde.

### Kraut- und Braunfäule bei Tomaten

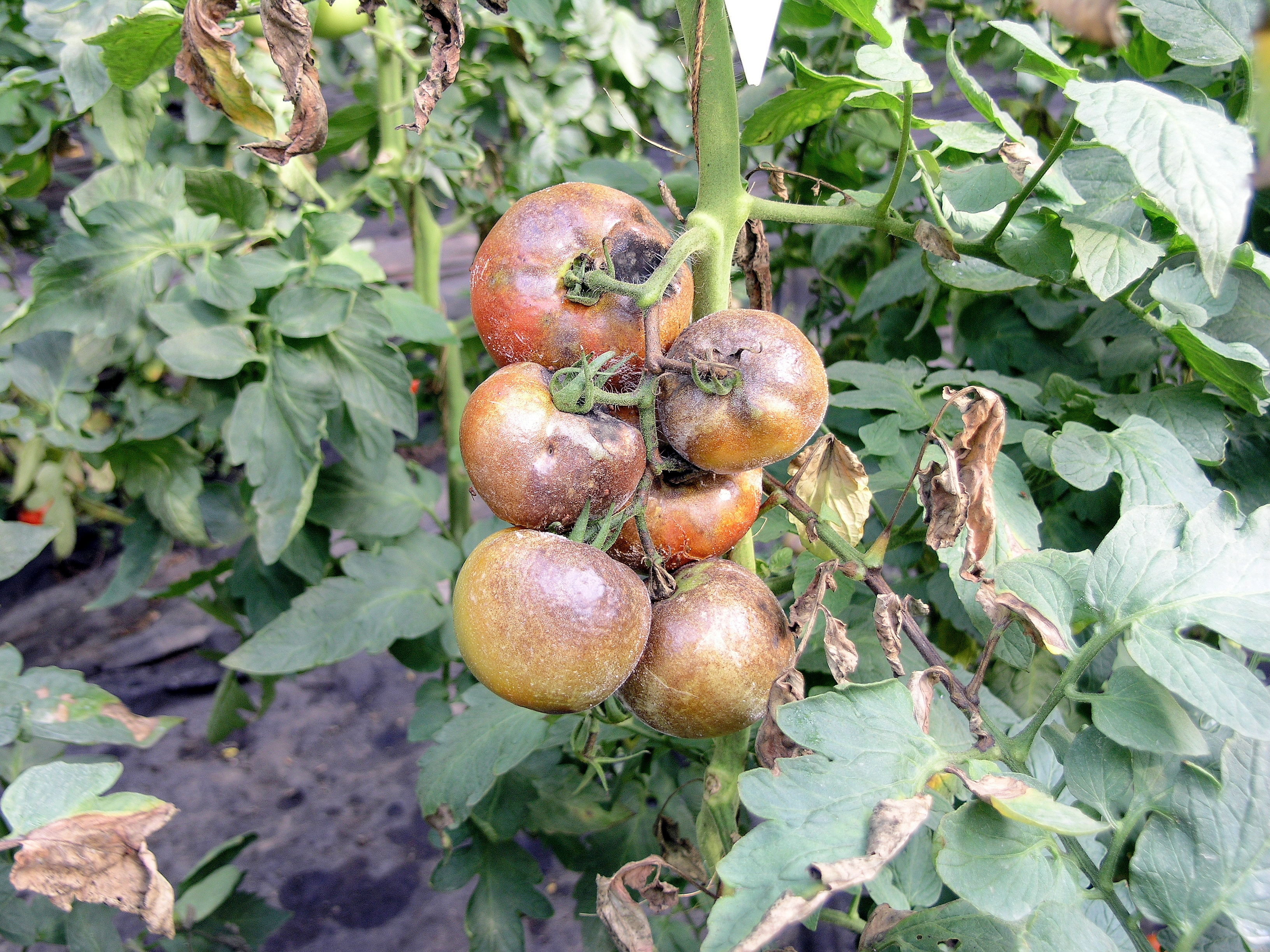
Phytophthora an Tomaten

Effektiv lässt sich Phytophthora durch Überdachen der Pflanzen gegen Regen und das Vermeiden von nassen Blättern beim Gießen verhindern. Grund hierfür ist, dass der Erreger zur Keimung flüssiges Wasser braucht. Wie bei Kartoffeln gibt es auch bei Tomaten Sorten mit geringerer Anfälligkeit, diese sind jedoch häufig kleinfrüchtiger. Zusätzlich sollte eine räumliche Nähe von Tomaten zu Kartoffeln vermieden werden. Der Erreger wächst zunächst auf Kartoffeln, bildet Sporen und wird dann durch den Wind auf Tomaten übertragen.

## Geschichte

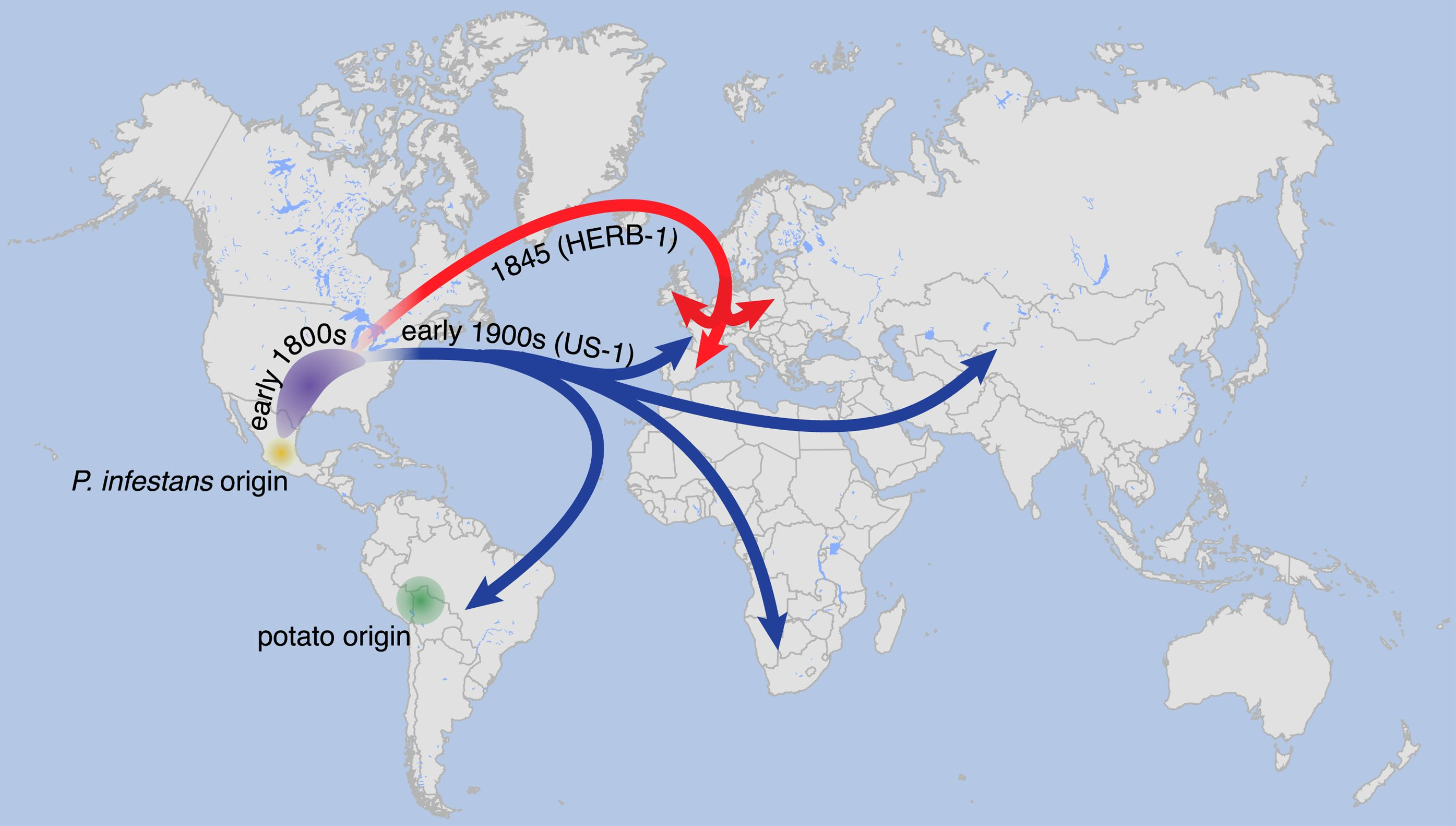
Vorgeschlagener Ausbreitungsweg

Der Erreger wurde in einer Variante namens HERB-1 um das Jahr 1840 aus Nordamerika nach Europa eingeschleppt und verursachte von 1845 bis 1849 große Ernteausfälle. Am schwersten war Irland betroffen, wo es zur Großen Hungersnot kam. Aber auch in weiteren Teilen Europas gab es Missernten, die vor allem den ärmeren Schichten zusetzten, denen die Kartoffel zum Grundnahrungsmittel geworden war (vgl. Kartoffelrevolution in Berlin 1847). In den mehr als 50 Jahren seines Wirkens entwickelte sich der Erreger nach einer Untersuchung des Max-Planck-Instituts für Entwicklungsbiologie jedoch genetisch nicht nennenswert weiter und verschwand nach der Einführung resistenter Kartoffelsorten schließlich. Stattdessen breitete sich zu Beginn des 20. Jahrhunderts ein neuer Erregerstamm namens US-1 aus, der mit HERB-1 zwar verwandt ist, deren gemeinsame Entwicklungslinie sich jedoch kurz vor dem Ausbruch von HERB-1 in Europa trennte.
Anfang der 1980er-Jahre wurde aus dem Genzentrum von Phytophthora infestans in Mexiko eine neuartige Population nach Europa eingeschleppt. Diese Population ist zur sexuellen Fortpflanzung mit den bereits in Europa vorhandenen Stämmen der P. infestans in der Lage. Daher können sich die Erreger schneller als zuvor verändern. Die Pflanzen brauchen eine gewisse Zeit, um Resistenzen zu entwickeln; bis dahin haben sie dem Erreger nichts entgegenzusetzen.